# Yvette Tetteh
 (juin 2023).
Yvette Tetteh est une entrepreneure, auteure, athlète, défenseur de l'environnement et créatrice d'origine britannico-ghanéenne qui réside à Accra au Ghana. Elle est cofondatrice et de PDG de Pure and Just Co.

## Biographie

### Enfance, formation et débuts
Yvette naît et grandit à l'étranger. Avant de s'installer au Ghana en 2015, elle étudie à l'université Stanford.

### Carrière
Elle est cofondatrice et de PDG de Pure and Just Co, une société agroalimentaire respectueuse de l'environnement basée au Ghana. Cette entreprise se spécialise dans la transformation de fruits tropicaux en produits naturels à base de fruits secs,,,,,. Elle entre dans l'histoire en devenant la première personne descendre à la nage la Volta, un fleuve long de 450 kilomètres de Buipe à Ada-Foah (près d'Accra), dans le but d'attirer l'attention sur la contamination croissante de l'eau dans son pays et par ricochet dans le monde,.

### Activisme
Afin d'attirer l'attention du monde sur la hausse de la contamination de l'eau au Ghana, elle décide de parcourir 450 km à la nage en prélevant des échantillons d'eau à chaque étape de son parcours pour analyse. Cette action fait d'elle la première personne à parcourir à la nage le fleuve Volta,,,,.